# マリオパーティ5
マリオパーティ5（MARIO PARTY 5）は、ハドソンとシーエイプロダクションが開発、任天堂から2003年に発売されたコンピュータゲーム。マリオパーティシリーズの5作目。TVCMではSMAPの稲垣吾郎がマリオに扮し「イナガキマリオ」という名前で出演。日本では同年11月28日発売。
BGMは前作を担当した嶋倉一朗に代わって、『ボンバーマンジェッターズ〜伝説のボンバーマン〜』を手掛けた田中あやが担当。

## ストーリー
夢の世界「ユメミール」の「星の精」達がある日、「この世界にいつもたくさんの夢をくれるような、夢見るチカラを持った人たちをユメミールに招待しよう」と考えた。そこで選ばれたマリオ達を、星の精達がユメミールに招待する。

## ゲームの特徴
『マリオパーティ5』からボードマップが完全な3Dになり、立体的な構造となった。また、本作からキノピオ、テレサ、ミニクッパがプレイヤーキャラとして使えるようになった。しかし、ドンキーコングは「ドンキーミニゲーム」等のガイドになり、プレイヤーキャラとしては使えなくなった。「パーティモード」では、本作から、中にアイテムなどが入った「カプセル」が登場する。「カプセル」は従来のアイテムのように自分に使うことができるだけでなく、マスに仕掛けることもできるようになった。このカプセル（アイテム）は全部で28種類あり、1つの作品に登場するアイテムの種類としては過去最高の数となっている。

## キャラクター

### プレイヤー
- マリオ
- ルイージ
- ピーチ
- ヨッシー
- ワリオ
- デイジー
- ワルイージ
- キノピオ
- テレサ
- ミニクッパ

※「キノピオ」「テレサ」「ミニクッパ」は今作から新しく使用可能となった。ただし、「ストーリーモード」と「すごいおまけモード」の「カードパーティ」では使用できない。

### ガイド
今作のゲームの説明・案内役は、『マリオストーリー』で登場した星の精たちである。
星の精
テール
『マリオパーティ5』のモード選択画面のガイド。ボードマップのイベントに登場することもある。
チョール
「パーティモード」のガイド。白い眉毛と髭を生やした長老のような星の精。体色は黄色。
ネール
「ストーリーモード」のガイド。体色はピンクで、トレードマークを着用している姉のような星の精。
ニール
「ミニゲームモード」のガイド。体色は水色。
ハール
「スーパーデュエルモード」のガイド。
マール
「すごいおまけモード」のガイド。
ダール
「オプションモード」のガイド。

### ボードマップで登場するキャラ
ドンキーコング
本作からプレイヤーキャラを離れ、イベントキャラとして登場。「ドンキーマス」に止まったときに現れて、マリオ達をサポートする力自慢のゴリラ。また、「ドンキーミニゲーム」の進行も担当する。ストーリーモードでは、ミニクッパR・G・Bがドンキーマスに止まると、持っているコインの半分を奪ってくれる（ドンキーがゴリラパンチをすると相手のミニクッパR・G・Bのコインを半分に減らす際にコインごと吹っ飛ばすシーンが見られる）。
クッパ
「クッパマス」に止まったときに現れて、マリオ達を邪魔する迷惑なカメ。パーティモードでは、「クッパミニゲーム」の進行も担当しているほか、たまにドンキーが現れてクッパを倒すこともあるため、クッパを呼び出したプレイヤーのみ10コインを取られてイベント中止となる（設定されたターン数が残り5ターンをきると最大20コインを取られる）。また、ストーリーモードでは、プレイヤー（キノピオとテレサを除く）がクッパマスに止まると持っているコインを半分奪われる。カプセルマシンで「クッパカプセル」をもらってしまうとその場でクッパが現れ、「マイナスマス」のどこか1つを「クッパマス」に変えられる。すごいおまけモードの「カードパーティ」では、時々クッパが現れて様々なトラブルを起こす。
ズター
クッパマスのイベントで登場する黒い星。プレイヤーの所有するスターを1個相殺してしまう。「スーパーデュエルモード」で、エンジンパーツの「ズターエンジン」として登場する。また、「すごいおまけモード」の「カードパーティ」ではズターカードでスターの数が減ることがある。
プロペラヘイホー
「デュエルミニゲーム」の進行を担当。
ミニクッパR・G・B
「ストーリーモード」の敵として登場する。
プクプク
「レインボー・ドリーム」のマップ左側の雨のエリアや、「アクア・ドリーム」で登場する。ミニゲームでは、「プクプクアイランド」「いそいでフィッシング」「プクプクせんすいてい」に登場する。
バッタン
「アドベンチャー・ドリーム」で登場し、分岐点の片方の道をふさぐ。ミニゲームでは、「とびだせ!バッタン」に登場する。
ドッスン
「アドベンチャー・ドリーム」で登場し、コインを払うと1段上に運んでくれる。ミニゲームでは、「ラッキー!コインマシーン」「ころころペッタン」に登場する。
マンタ
「アクア・ドリーム」で登場し、マップ内を移動させてくれる。
イルカ
「アクア・ドリーム」で登場し、マップ内を移動させてくれる。
カプセルマシン
各ボードマップに2～3台ずつあり、前を通過するときにカプセルを1つもらえる。
ジャンゴ
ジャンゴカプセルを使用したときに登場する。ミニゲームでは、「プクプクアイランド」に登場する。
バブル
バブルカプセルを使用したときに登場する。ミニゲームでは、「ふっとびタワー」に登場する。
ハナチャン
ハナチャンカプセルを使用したときに登場し、成虫になってスターのある位置まで連れて行ってくれる。
ハンマーブロス
ハンマーブロスカプセルを使用したときに登場する。ミニゲームでは、「パネルでファイト」に登場する。
トゲゾー
トゲゾーカプセルを使用したときに甲羅のみで登場する。
パタパタ
パタパタカプセルを使用したときに登場する。
キラー
キラーカプセルを使用したときに登場する。ミニゲームでは、「グルグルたいほう」に登場する。
クリボー
クリボーカプセルを使用したときに登場する。ミニゲームでは、「クリボーホテル」「いただき!コインショー」「パニック!ピンボール」などに登場する。
パックンフラワー
パックンカプセルを使用したときに登場する。パックンフラワーに飲み込まれると持っているコインを半分奪われる。ミニゲームでは、「パックンダンス」に登場する。
ボムへい
ボムへいカプセルを使用したときに登場する。ミニゲームでは、「ぶつけろボムへい」に登場する。
ノコノコ
今作ではボードマップにおける役割が減少し、ノコノコバンクカプセルを使用したときに登場するのみ。ミニゲームでは、「フラワーガーデン」「クルクルとけい」に登場し、「うんだめしダービー」では司会者を務めている。
カメック
カメックカプセルを使用したときに登場する。
スローマン
スローマンカプセルを使用したときに登場する。
コカメック
コカメックカプセルを使用したときに登場する。
ウッキー
ウッキーカプセルを使用したときに登場する。ミニゲームでは、「ウッキーパニック」に登場する。
ジュゲム
ジュゲムカプセルを使用したときに登場する。ミニゲームでは、「グラグラ!コインゲット」に登場し、下に落ちたプレイヤーを吊り上げてステージへ戻してくれる。
つむじくん
今作から登場した竜巻のキャラクター。つむじくんカプセルを使用したときに登場する。ミニゲームでは、「ハンマーファイト」「つむじくんデンジャラス!」に登場する。
ワンワン
ワンワンカプセルを使用したときに登場し、他のプレイヤーからコインやスターを奪ってきてくれる。ミニゲームでは、「おさんぽワンワン」「ギリギリワンワン」に登場する。

### その他
ヘイホー
ミニゲーム「おくって!ミラクルパワー」「カプセルキャッチ!」「はやうちガンマン!」などに登場する。
ゼンマイヘイホー
4人用ミニゲーム「ブルブル!ヘイホーさがし」に登場する。
チョロプー
1vs3ミニゲーム「たまのりアタック」に登場する。「アドベンチャードリーム」の宝探しイベントにも登場する。
ボムキング
2vs2ミニゲーム「ボムへいどうかせん」に登場する。
ドッシー
バトルミニゲーム「つなひきサバイバル」に登場する。
ビリキュー
デュエルミニゲーム「ビリキューライトニング!」に登場する。
メカパタメット
デュエルミニゲーム「どこまでもスカイ・ハイ!」に登場する。
シュッポー
「スーパーデュエルモード」のパーツとして登場する。
オヤ・マー博士
「スーパーデュエルモード」のオヤマー系パーツの開発者。
サンボ
「スーパーデュエルモード」で、ウエポンパーツの「サンボタワー」として登場する。
アイクン
「スーパーデュエルモード」で、ウエポンパーツの「アイクンレーザー」として登場する。

## パーティモード
パーティモードは、以下の2つのルール（対戦形式）でボードゲームがプレイできるモード。初めに、対戦形式・使用キャラ・（チーム設定はタッグマッチのみ）・ボードマップ・ターン数・ミニゲームパック・ボーナスなどの設定をし、最後にターンの順番を決めるとゲームが始まる。設定したターン数が全て終わった時点で最も多くのスターを持っていたプレイヤー・チームが優勝となる。スターの数が少ないプレイヤーは4位から2位まで順に吸い込まれていく（タッグマッチの場合はスターの数が少ないチームが一斉に吸い込まれる）。「バトルミニゲーム」は前作まではバトルマスに止まった時に発生し、ターンの最後のミニゲームとは無縁だったが、今作からはターンの最後に発生するミニゲームが「4にんでミニゲーム」の時に稀に「バトルミニゲーム」に変わる形で登場するようになった。
バトルロイヤル
4人でスターを集めた数を競う。ターンの最後に発生するミニゲームのジャンルは各プレイヤーが止まったマスの色によって決まる。ターンの最後に発生するミニゲームは「4にんでミニゲーム」「1vs3ミニゲーム」「2vs2ミニゲーム」「バトルミニゲーム」の4つ。
タッグマッチ
2人1組に分かれて、チームでスターを集めた数を競う。今作から、スター･コイン・カプセル（アイテム）はチームで共有となり、カプセル（アイテム）は5つまでとなった。ターンの最後に発生するミニゲームは「4にんでミニゲーム」「2vs2ミニゲーム」「バトルミニゲーム」の3つで、「1vs3ミニゲーム」は一切発生しない。また「2vs2ミニゲーム」が発生した場合は止まったマスの色に関係なく、チーム別に分かれてプレイすることになる。

### カプセル（アイテム）
本作から、ボードゲームで使えるアイテムが「カプセル」になった。カプセルは従来のアイテムのように自分に使うことができるほか、マスに仕掛けることが可能。カプセルは「カプセルマシン」の前を通過する時にタダで1つ貰うことができ（種類を選ぶことはできない）、カプセルを持っていれば、サイコロブロックを叩く前に1ターンに1つだけ使用できる。
自分に使う場合は、カプセルごとに決められた枚数のコインを払わなければならず、コインが足りない場合は自分に使うことはできない。マスに仕掛ける場合は、自分のいるマスから10マス先までのマスで、なおかつ「プラスマス」と「マイナスマス」の中から好きなマスを1つ選んで仕掛けることができる（自分が今止まっているマスには仕掛けることはできない）。カプセルを仕掛けたマスには、その効果を示すシンボルマークが表示されるようになり、以後仕掛けたプレイヤーも含め誰かがそのマスに止まるたびに仕掛けてあるカプセルの効果が発生するようになる（一部、通過するだけで効果が現れるカプセルもある）。カプセルの仕掛けられたマスは一部を除いて誰が何回止まっても元のマスに戻ることは無いが、他のカプセルを仕掛けることで上書きすることはできる。また、持っているだけで効果が現れるカプセルもある。
カプセルは全部で28種類あり、「移動に関するもの」「コインに関するもの」「カプセルに関するもの」「その他」の4つでカプセルが色分けされている。なお、前作の「デカチビシステム」は廃止され、過去のシリーズでアイテムとして登場していた「キノコ」「スーパーキノコ」「のろいキノコ」などが復活した。

### ラスト5ターンイベント
パーティモードでは残り5ターンになるとクッパが現れて途中経過が発表され、さらにビリのプレイヤーが呼び出されルーレットで次の中から1つ追加ルールを決める（タッグマッチの場合は2位のチームがどれかプレイヤーに呼び出される）。その際にクッパは、「…というわけで、○○よ。お前に、大逆転のチャンスをあたえてやる!わずかな力を振り絞って、ルーレットを叩くのだー!!」と言う。さらにこのイベント以降は同じマスに2人以上のプレイヤーが止まると「デュエルミニゲーム」が発生するようになる（けっとうカプセルと同様の効果だが、後から停止した側も拒否権はない）。
プラス・マイナスマス3ばい
「プラスマス」と「マイナスマス」のコインの増減が3倍の9コインになる。
ぜんぶのマスがカプセルイベント
全ての「プラスマス」「マイナスマス」にカプセルがランダムに仕掛けられる。それまで仕掛けられていたカプセルは上書きされる。
マイナスマスがクッパマス
全ての「マイナスマス」が「クッパマス」に変わる。
スターマスが5つ
マップ上のスターが5個に増える。プレイヤーのコイン次第でスターの大量獲得が起きて大逆転が起きる事もある。

### ボーナススター
パーティモードでは「ボーナスあり」の設定を選ぶと、ゲーム終了時に以下の3つのボーナススターが発表され、条件を満たしているプレイヤー・チームにスターが1つずつ贈られる。
ミニゲームスター
ターン終了時のミニゲームで最も多くコインを稼いだプレイヤー･チームに贈られる。
コインスター
「コインを最も多く持っていたときの枚数」が一番多いプレイヤー･チームに贈られる。
ハプニングスター
「？マス」に止まった回数が最も多いプレイヤー・チームに贈られる。

## ストーリーモード
クッパから夢の世界を守るために、COMキャラのミニクッパ達とボードマップで戦う1人用のモード。ボードマップで戦う相手はミニクッパが3体に分裂したミニクッパR・ミニクッパG・ミニクッパBで、ハンデ・ボーナスは「なし」、ターン数は「15ターン」の設定でルールが固定されている。ボードマップはパーティモードと同じものだが、ストーリーモード用にマスの数が25マス程度・分岐点が1～2か所・カプセルマシンが1～2か所に縮小されたものが登場する。

### ルール
最初にプレイヤーとミニクッパ全員が20コインずつもらいスタートする。始めにプレイヤーがサイコロブロックを叩いて移動し、マスのイベントが終わると、次はミニクッパR・G・Bが3匹同時にサイコロブロックを叩き、それぞれが出た目だけ1マスずつ同時に進む。ミニクッパたちがそれぞれ移動し終えると、ミニクッパR→G→Bの順に止まったマスのイベントが発生する。この流れが「1ターン」となる。なお、パーティモードと異なりターンの終了時にミニゲームは一切発生しない。
移動中にプレイヤーとミニクッパR・G・Bがすれ違うか同じマスに止まるとその場で「デュエルミニゲーム」が発生する。プレイヤーが移動中にすれ違った場合は、ミニゲームでプレイヤーが勝利すると相手のミニクッパのコインを15コイン減らすことができ、ミニクッパが勝利するとプレイヤーのコインが5コイン減らされる。また、ミニクッパが移動中にすれ違った場合は、ミニゲームでミニクッパが勝利するとプレイヤーのコインが10コイン減らされ、プレイヤーが勝利すると相手のミニクッパのコインを5コイン減らすことができる。ラスト5ターンになると、クッパが現れて途中経過が発表され、プレイヤーのコインとミニクッパのコインを見た後、「…なんだとー!?このままでは、まけそうではないか！ふがいない！ふがいないぞ！」とクッパが激怒してプレイヤーが呼び出され、「…というわけで、○○よ。これから決闘で勝った方がコインを2倍奪えるようにしてやる!これで、いい勝負になるだろう!ガッハッハ!」とクッパが言い、コインの増減が2倍になる。
このようにしてミニクッパの持っているコインを減らしていき、ミニクッパの持っているコインの数を「0」にすると、そのミニクッパをリタイアさせることができる。ミニクッパのコインが「0」になると、「ま、まさか、負けるなんて…くやしい～～～。」と言いながら倒れ、『のこり ミニクッパ×○』が表示される。15ターンが終わるまでにミニクッパR・G・B全員をリタイアさせればそのボードマップのステージはクリアとなる（この時、敗北になったミニクッパは「申し訳ありません！クッパ様ー!!」とクッパをお詫びする場面も見られている）。ステージクリア後にクッパが「もし、次の戦いに勝てたなら教えてやろう!ガッハッハ!」と言い、ミニクッパが「次のマップに移動ってことだぞ!」と言って次のボードマップへ移動する（最初のステージクリア後は、「ガッハッハ!」とクッパが笑い、ミニクッパが「ギャオー!!」と雄叫びを上げて言う）。しかし、プレイヤーのコインが「0」になるか、15ターンが終わってもミニクッパR・G・B全員をリタイアさせられなかった場合はそこでゲームオーバーになってステージの最初からやり直しになる。クッパは、「ガッハッハ！弱い相手だったな!この夢はワガハイのものなのだー!!」と言い、ミニクッパと共に勝利を確信して踊る。やり直しをする際にガイドのネールが、「…あきらめないで、○○さん。がんばって、みんなの夢を守ってあげて。」と言う（この時、敗北になったプレイヤーは落ち込む場面も見られる）。なお、このモードではミニクッパが持っているコインを減らしていくことが目的のため、マップ上にスターは一切登場しない。
プレイするボードマップは「クッパ・ドリーム」以外の6つからランダムで4つ選ばれ、4つのボードマップをクリアすると、最後に「クッパ・ドリーム」での戦いが始まる。なお、各ボードマップクリア後に、その成績に応じてS・A・B・Cのいずれかの評価がつき、全てのボードマップのステージをクリアするとラスボス戦に行けるようになる（この時、最後の戦いへ移動する際にクッパが、「では、まっておるぞ!」と言った後にミニクッパが、「ギャオー!!」と雄叫びを上げて言う）。前述の通り、ラスボス戦ではライフが0になるか1・3・4ラウンド目で制限時間が過ぎると敗北になって最初からやり直しされる（ラスボス戦を最初からやり直す際にクッパが「ガハハハハハ！残念だったなー○○！ワガハイに勝てると思ったら、大間違いなのだー！」と言い、敗北になったプレイヤーも落ち込むシーンが見られる）。

## ミニゲーム
「パーティモード」ではプレイヤー全員の移動が終わるたびにミニゲームを使った対戦が行われる。発生するミニゲームのジャンルは各プレイヤーのプレイヤーパネルの色（止まったマスの色）によって決まる（ただし緑色のマスに止まったときは、ミニゲームの前にランダムで青か赤どちらかに色が変わる）。今作のミニゲームパックは前作の「カスタムパック」が廃止され、新しく「アクションパック」「テクニックパック」「ヘンテコパック」が追加され、全部で以下の5種類となった。なお、「ボーナスミニゲーム」は全てのミニゲームパックで登場する。
ノーマルパック
全てのミニゲームが入っている。
ファミリーパック
簡単なミニゲームだけが入っている。
アクションパック
アクションミニゲームだけが入っている。
テクニックパック
テクニックが必要なミニゲームだけが入っている。
ヘンテコパック
ヘンテコなミニゲームだけが入っている。
また、「パーティモード」「ストーリーモード」で一度遊んだミニゲームは「ミニゲームモード」の「フリープレイ」で自由に遊ぶことができるようになる。ミニゲームは次の8ジャンルに分けられ、全部で75種類収録されている。

## スーパーデュエルモード
4つのパーツを組み立てて「マッシーン」という乗り物を造り、そのマッシーンを使って対戦をすることができる1 - 2人用のモード。

### マッシーン
マッシーンは4つのパーツからできていて、これらをガレージカウンターで購入することができる。パーツは、他のモードでミニゲームをすると自動的に貯まるポイントで購入できる。なお、ポイントはパーツ別に貯まり、ミニゲームを1回遊ぶと1ポイント貯まる。また、一部のパーツは、特定の条件を満たすと、購入出来るようになる。